# ديجي بوبو
دي جي بوبو ، اسمه الحقيقي بيتر رينيه باومان ولد في ( 5 يناير 1968 م) بكوليكن في كانتون أرجاو من أم سويسرية وأب ايطالي هو شاعر وملحن، ومنتج، راقص ومغني وموسيقار الرقص السويسري.
لقبه شيواوا والتي كانت أحد نغماته الشهيرة في عام 2003. وهو متزوج من نانسي رونتزش واحدة من الراقصات اللاتي ترافقنه على خشبة المسرح ولها معه طفلين.
اغنيته «مصاصو الدماء على قيد الحياة» قد تم اختيارها لتمثيل سويسرا في مسابقة الأغنية الأوروبية عام 2007 ، ولكن لم يتم اختيارها في الدور نصف النهائي (صنفت ال 20 من بين 28 برصيد 40 نقطة).

## روابط خارجية
- ديجي بوبو على موقع IMDb (الإنجليزية)
- ديجي بوبو على موقع مونزينجر (الألمانية)
- ديجي بوبو على موقع ميوزك برينز (الإنجليزية)
- ديجي بوبو على موقع ميوزك برينز (الإنجليزية)
- ديجي بوبو على موقع أول ميوزيك (الإنجليزية)
- ديجي بوبو على موقع ديسكوغز (الإنجليزية)
- ديجي بوبو على موقع ديسكوغز (الإنجليزية)
- ديجي بوبو على موقع قاعدة بيانات الفيلم (الإنجليزية)